# ニコロ・ヨンメッリ
ニッコロ・ヨンメッリ（Niccolò Jommelli, 1714年9月10日 - 1774年8月25日）は、イタリア古典派音楽の作曲家。姓はヨメッリ、ヨメルリ、ヨンメルリとも。

## 生涯
ヨンメッリはナポリ近郊のアヴェルサに生まれた。彼はナポリで、フランチェスコ・フェーオ、フランチェスコ・マンチーニ、レオナルド・レーオらに音楽教育を受けた。彼の最初のオペラ、『あやまちの愛 L'errore amoroso』は1737年にナポリで偽名を用いて発表され、大成功を収めた。この作品と他の初期の作品、たとえば『ゴート王リチメーロ Ricimero re dei Goti』（1740年）などによって、彼の名はイタリア中に知れ渡った。彼は最初ヴェネツィアに居住して活動し、後にローマに移り、その地でジョヴァンニ・マルティーニ師と出会っている。
ヨンメッリはその後ウィーンを訪れるなどしたのち、1753年にシュトゥットガルトでヴュルテンブルク伯カール＝オイゲン付きの宮廷楽長の地位を得ている。この期間に彼の最大の成功と、彼の最高傑作と見なされる作品の作曲が見られる。作品の多くは、シュトゥットガルト郊外のルートヴィヒスブルクにある伯の個人劇場で上演された。モーツァルトと彼の父親が1763年にルートヴィヒスブルクを通りがかり、この作曲家に出会っている。ヨンメッリは1768年にナポリに戻ったが、この時期には彼の得意とするオペラ・セリアよりもオペラ・ブッファの方が有名になっており、そのため彼の最後の作品はあまり好評ではなかった。彼は1771年に脳梗塞を発症して体の一部が麻痺するが、その後も作曲活動を続け、3年後にナポリで没した。

## 音楽
ヨンメッリはカンタータやオラトリオ、その他の宗教音楽も作曲しているが、彼の作品群で最も重要なのはオペラ作品、とりわけオペラ・セリアで、彼はおよそ60作を作曲し、いくつかはメタスタージオが脚本を書いている。彼は自らの作品において、当時のイタリア・オペラの典型であった歌手による派手な演技よりも、物語や脚本に重点をおく傾向があった。彼はさらに合奏曲や合唱曲なども書き、さらにはジャン＝フィリップ・ラモーなどのフランスの作曲家に影響を受けて、自分の作品にバレエを導入した。彼は物語上の事件を描写する非常に優れた手段としてオーケストラ（特に管楽器）を用い、歌手の補助としてオーケストラをもちいるよりも、オーケストラのみのための節を作ることが多かった。彼はヨハン・アドルフ・ハッセから、チェンバロのみではなくオーケストラの伴奏を付けたレチタティーヴォを作ることを学んだ。ヨンメッリの行った改革は、時にクリストフ・ヴィリバルト・グルックの改革と同じくらい重要なものであると見なされている。

## オペラ作品リスト
※上に記載されているものを除く。
- デメトリオ Demetrio （パルマ、1749年）
- Ciro riconosciuto （ヴェネツィア、 1749年）
- 鳥刺しの女 L'uccelellatrice （ヴェネツィア、 1750年）
- アッティーリオ・レゴーロ Attilio Regolo （ローマ、 1753年）
- オリンピアーデ L'Olimpiade （シュトゥットガルト、 1761年）
- デモフォーンテ Demofoonte （シュトゥットガルト、 1764年）
- テミストークレ Temistocle （ルートヴィヒスブルク、 1765年）
- ヴォロジェーゾ Vologeso （ルートヴィヒスブルク、 1766年）
- 批評家 La critica, （ルートヴィヒスブルク、 1766年）
- フェトンテ Fetonte （ルートヴィヒスブルク、 1768年）
- 解放された奴隷 La schiava liberata （ルートヴィヒスブルク、 1768年）
- 見捨てられたアルミーダ Armida abbandonata （ナポリ、 1770年）
- タウリスのイピゲネイア Ifigenia in Tauride （ナポリ、 1771年）